# Ramal ferroviario Empalme Matilde-Garibaldi
El Ramal Empalme Matilde - Garibaldi pertenecía al Ferrocarril General Bartolomé Mitre, de la red ferroviaria de Argentina.
Se encontraba en la provincia de Santa Fe, Argentina.

## Historia
El ramal fue construido por el Ferrocarril Central Argentino a fines del siglo XIX. Luego de la nacionalización de los ferrocarriles en 1948, pasó a pertenecer al Ferrocarril General Bartolomé Mitre. Dejó de funcionar a principios de los años 1960 a causa del Plan Larkin.